# دوره (صحرای غربی)
دوره (به فرانسوی: Daoura) یک منطقهٔ مسکونی در مراکش است که در استان طرفایه واقع شده‌است. دوره ۳۱٫۵۸ کیلومتر مربع مساحت و ۱٬۱۰۸ نفر جمعیت دارد.